# 殿中少监
殿中少监，唐代官職。从四品上。
少监是殿中省的官員，僅次於殿中监，从四品上，設置兩人。負責皇帝膳食、醫藥、洒掃以及輿輦等事務。